# 王滝川ダム
王滝川ダム（おうたきがわダム、おおたきがわダム）は、長野県木曽郡王滝村に位置する、木曽川水系王滝川に建設されたダムである。関西電力株式会社が保有する水力発電用ダムであり、御岳発電所（おんたけはつでんしょ、出力6万8,600キロワット）の取水ダムとして機能する。

## 設備構成

### 王滝川ダム
王滝川ダムは、木曽川支流の王滝川を横断する形で築造されたダムである。三浦ダムの下流、牧尾ダムの上流に位置する。形式は越流型重力式コンクリートダム。ダムの堤高（基礎岩盤からの高さ）は18.2メートル、堤頂長（頂上部長さ）は80.0メートル、堤体積（堤体の体積）は1万153立方メートル。ダムには洪水吐としてラジアルゲートが3門並ぶ。
ダムによって形成される調整池は湛水面積0.1平方キロメートル・総貯水量は58万9,200立方メートルで、そのうち満水位標高1,044.0メートルから1.6メートル以内の有効貯水量は20万9,400立方メートルに及ぶ（数字は2008年3月末時点）。

### 御岳発電所

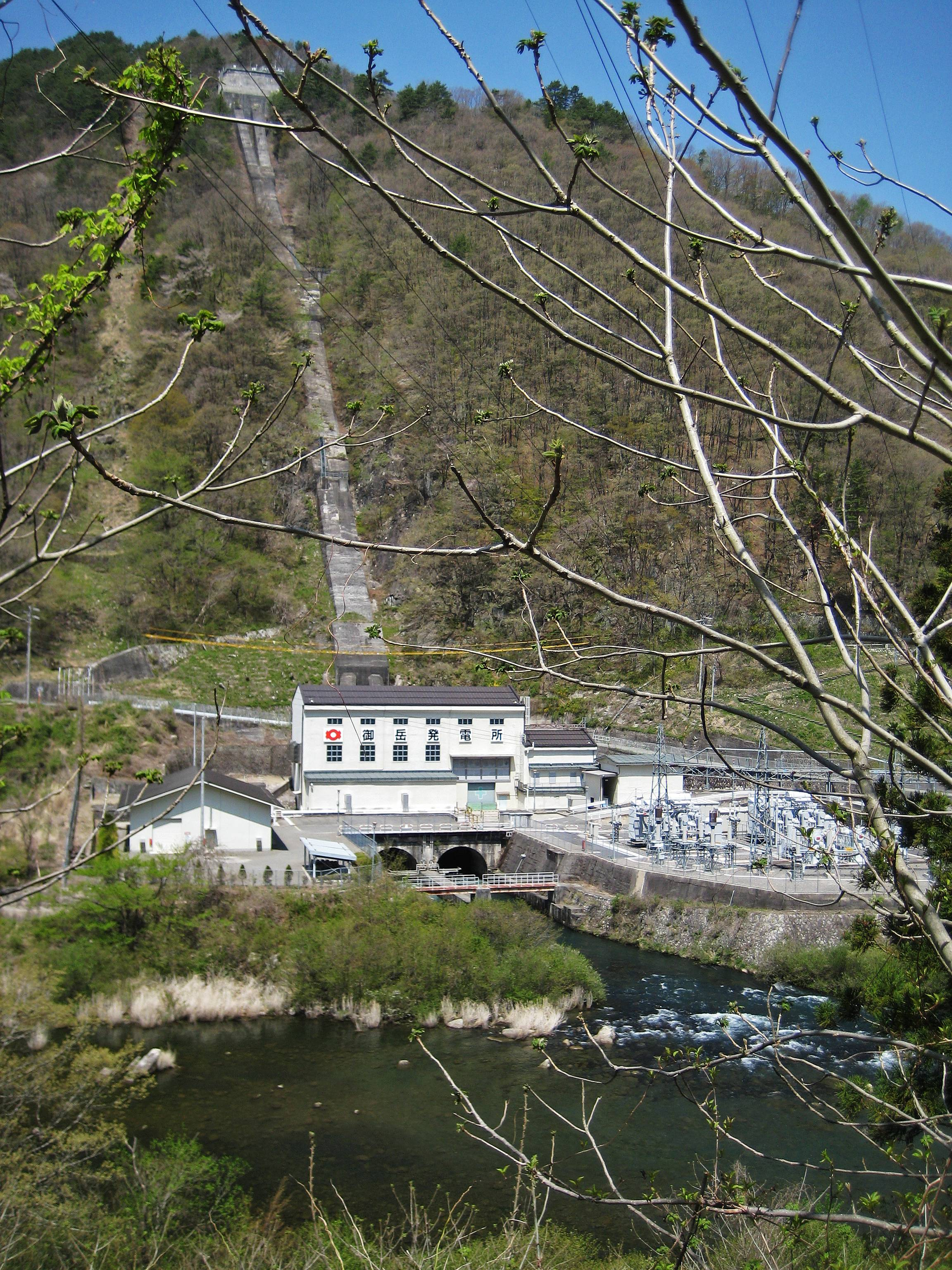
御岳発電所1・2号機建屋

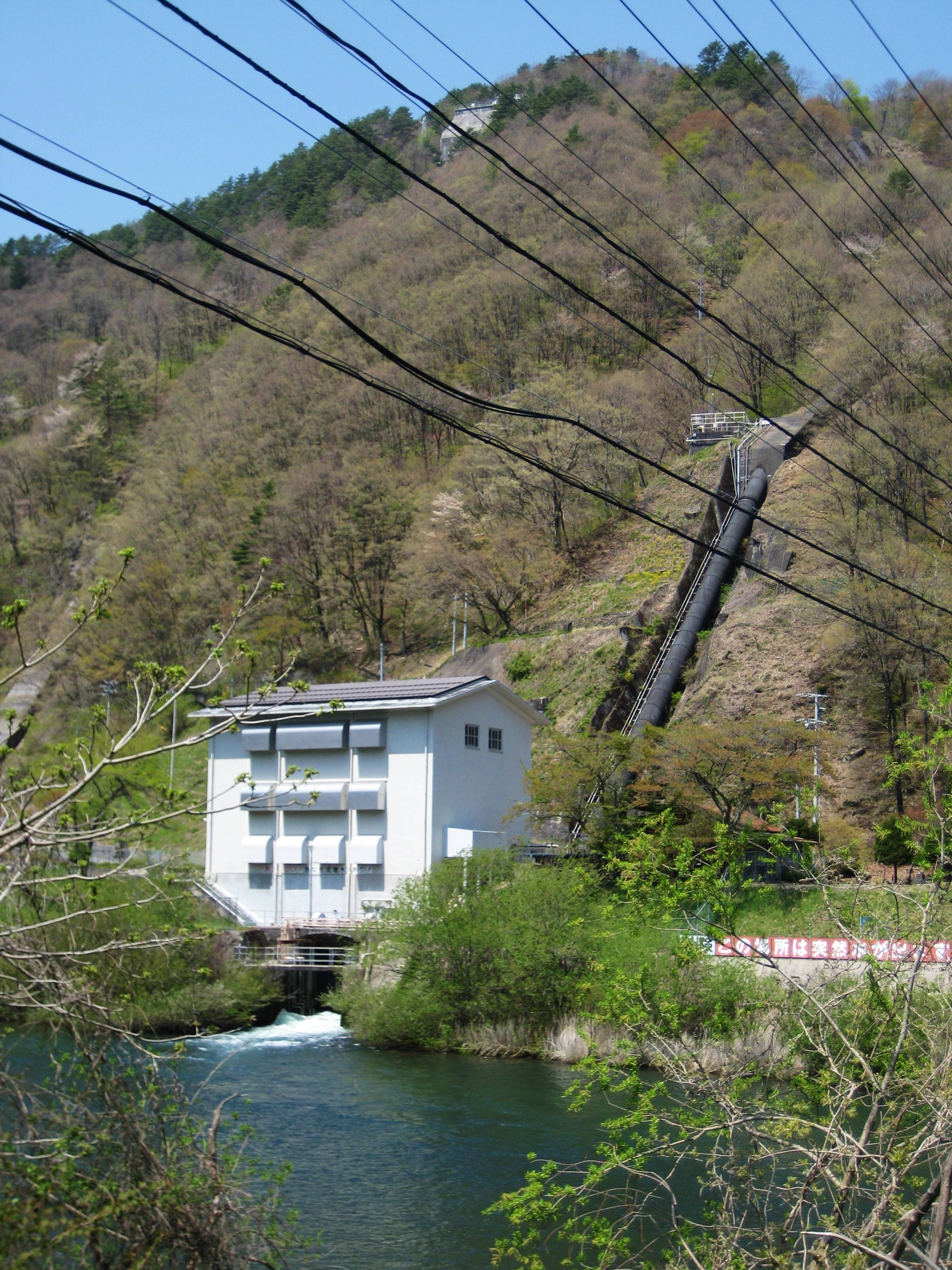
下流側にある御岳発電所3号機建屋

王滝川ダムから取水する御岳発電所は、牧尾ダムよりもさらに下流の木曽町三岳（旧・三岳村）に位置する（北緯35度50分40.5秒 東経137度36分53.5秒 / 北緯35.844583度 東経137.614861度）。最大使用水量34.34立方メートル毎秒、有効落差229.00メートル（1・2号機）または229.21メートル（3号機）にて最大6万8,600キロワットを発電する。
御岳発電所は長い導水路によって落差を得る点が特徴であり、その総延長は34.2キロメートルに及ぶ。導水路は王滝川ダムを起点に王滝川左岸側を通って発電所へ至るもの、鯎川（うぐいがわ）堰堤を起点に王滝川導水路へと合流するもの、末川堰堤を起点に西野川右岸側を通って発電所へ至るもの、の3路線からなる。導水路途中の計17地点でも渓流取水を行うため、取水ダム・取水堰は以下の20地点に及ぶ。
- 王滝川導水路
  - 王滝川ダム
  - 下黒沢堰堤
  - 濁沢川堰堤
  - 本谷川堰堤
  - （鯎川導水路が合流）
    - 鯎川堰堤
    - 小俣川堰堤

  - 立間沢堰堤
  - 鈴ヶ沢堰堤
  - 溝口川堰堤
  - 大又川堰堤
  - 樽沢堰堤
  - 三郎沢堰堤
- 西野川導水路
  - 末川堰堤
  - 西野川堰堤
  - 管沢堰堤
  - 床並沢堰堤
  - 鹿の瀬川堰堤
  - 湯川堰堤
  - 白崩川堰堤
  - 白川堰堤

発電所は王滝川と支流西野川の合流点手前に位置する。上部水槽は1か所のみだが水圧鉄管が二手に分かれており、1・2号水車発電機と3号水車発電機は設置場所が異なる（3号機の方が西野川合流点寄りに立地）。水圧鉄管の長さは356メートルまたは491メートル。また上部水槽からは西野川に向かって余水路が伸びる。
水車発電機は3組とも日立製作所。水車は立軸単輪単流渦巻フランシス水車を採用し、発電機は容量2万5,000キロボルトアンペアのものを備える。周波数は50ヘルツ・60ヘルツの相応に対応する。

## 歴史

### 戦時下の工事

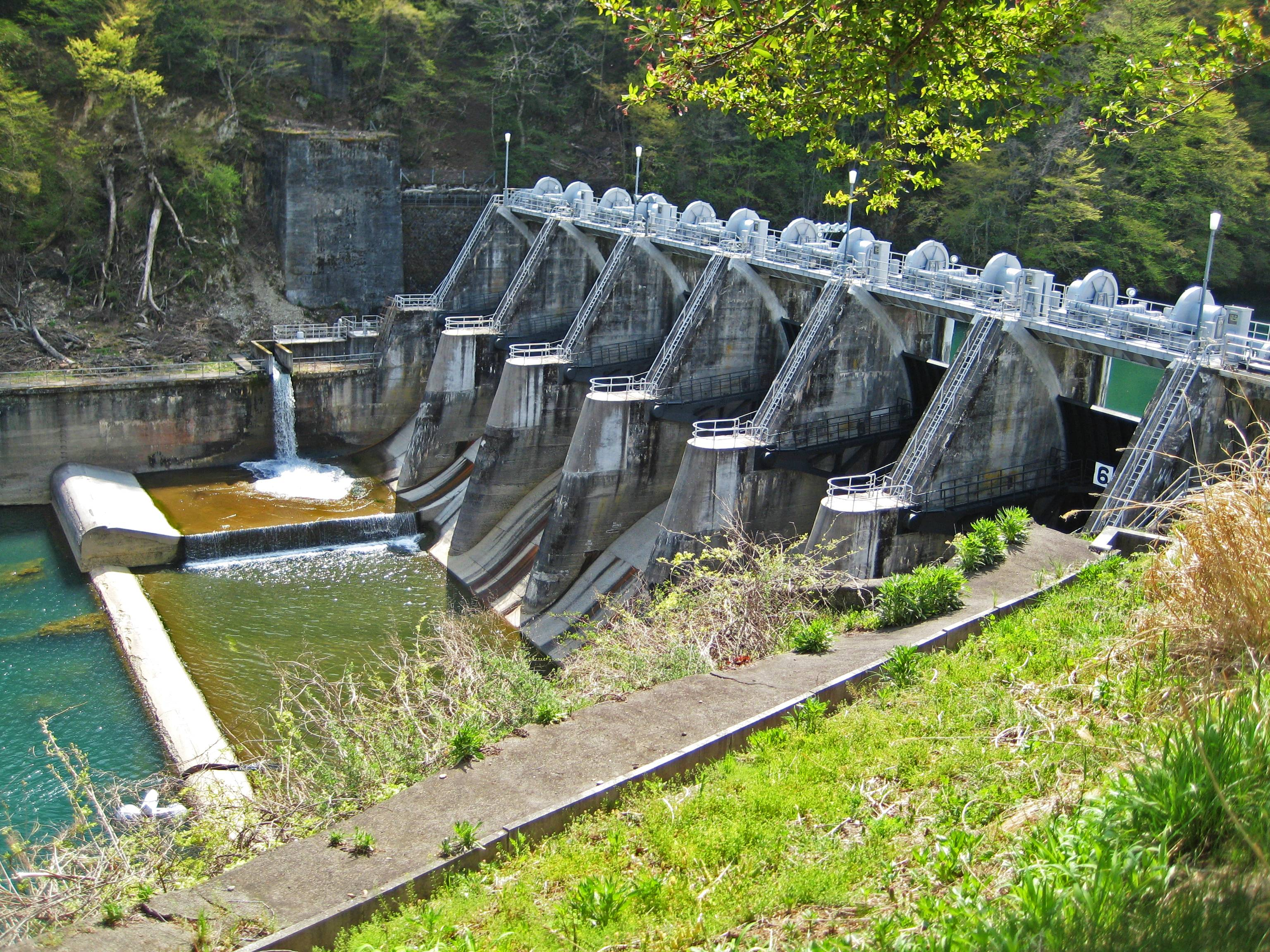
御岳発電所の下流にある常盤ダム

大井発電所など木曽川開発を手掛けた大正・昭和戦前期の大手電力会社大同電力は、王滝川における水力開発も計画し、1925年（大正14年）4月に王滝川にて3地点の水利権を獲得した。だが実際の開発は遅く、1930年代までの進展は、最下流部が木曽川本川の「寝覚」地点に組み入れられて1938年（昭和13年）に竣工したのに留まり、他は未着手であった。
大同電力では王滝川の開発計画を見直し、1925年に水利権を得た「王滝川第二」「西野川」両地点を中心に、水利権出願中の付近水力地点を合同して「御岳（御嶽）」地点とし、出力6万4,100キロワットの発電所を建設する計画を立てていた。1939年（昭和14年）の電力国家管理実施によって国策電力会社日本発送電によって開発されることとなり、下流の常盤発電所が1941年（昭和16年）7月に完成した後、逓信大臣より日本発送電に対して1941年12年に御岳発電所建設準備命令、翌1942年（昭和17年）10月30日に同建設命令がそれぞれ発令された。その後同年11月24日付で水利権許可、翌1943年（昭和18年）1月12日付で工事実施認可が下りた。
建設命令では第1期工事として最大出力4万4,000キロワットの設備を1944年（昭和19年）11月末までに竣工させるよう求められた。太平洋戦争中のため労力・資材の不足に悩まされたが、竣工期日半年後の1945年（昭和20年）6月30日より1号機のみ、出力2万2,200キロワットにて御岳発電所の運転を開始した。この段階で完成していた導水路は一部に留まり、完成部分も大部分がコンクリート巻立てを省いた状態であった。
作家の野添憲治によると、戦時下の工事では請負業者鹿島組・間組・飛島組によって1,714人の中国人労働者が強制労働を強いられ、食糧不足や長時間労働から162人が死亡したという。そうした中で三岳村の鹿島組御岳作業所の中国人の一部は、1945年3月、食料倉庫を襲い、工事現場を破壊するなどの事件を起こす（いわゆる「木曽谷事件」）。長野県特別高等警察により15人が検挙され、うち11人には当時施行されていた治安維持法が適用された。工事から40年近く経った1983年（昭和58年）11月になり、発電所のある大島地区に「木曽谷発電所建設殉難中国人慰霊碑」が建立されている。

### 戦後の工事
終戦直後の1945年10月9日、洪水被害によって導水路が崩壊、土砂が流入して発電不能となる被害を受けるが、翌1946年（昭和16年）2月13日に復旧・再開された。続いて、残工事である三浦貯水池からの放水を受け取る王滝川導水路の完成が急がれ、1947年（昭和22年）12月下旬に通水可能な状態まで工事が進められた。1948年（昭和23年）2月11日2号機が竣工し、一部導水路工事中のため暫定的に出力3万9,300キロワットでの運転を開始する。導水路の補修を待って同年12月20日に発電所出力は4万4,000キロワットへと増強された。また前後して、戦時設計のため柱以外は木造であった発電所建屋が鉄筋コンクリート構造に改築された。1949年（昭和24年）11月には西野川導水路の改良工事も完成している。
1951年（昭和26年）5月1日実施の電気事業再編成では、御岳発電所はほかの木曽川の発電所とともに供給区域外ながら関西電力へと継承された。日本発送電設備の帰属先を発生電力の主消費地によって決定するという「潮流主義」の原則に基づき、木曽川筋の発電所が関西電力所管となったことによる。関西電力発足後、既設1・2号機と同規模の3号機の設置工事が進められ、増設工事竣工により1954年（昭和29年）6月28日付で出力が6万6,000キロワットへと引き上げられた。

### 発電所更新工事
関西電力が保有する木曽川水系の発電所では、1992年度より老朽化設備のリフレッシュ工事が始められており、その一環として御岳発電所においても2004年（平成16年）5月に更新工事が竣工し、従前と同じ使用水量ながら発電所出力が2,600キロワット増強された。以後発電所出力は6万8,600キロワットとなっている。
この更新工事では、1・2号機の旧型水車が更新されており、2003年（平成15年）4月に1号機、2004年5月に2号機がそれぞれそれぞれ営業運転に入った。水車形式は従来と同じ立軸単輪単流渦巻フランシス水車であるが、水の圧力を受けて回転するランナー（羽根車）の部分が、長い羽根（主羽根）と短い羽根（中間羽根）とを交互に配置した「中間羽根付きランナー」（スプリッターランナー）に変更されている。新たに中間羽根を装入することで、ランナー内部の水流が整えられ、部分負荷運転時や最大出力運転時の水車効率が改善された。この新型水車は、関西電力と日立製作所の共同研究によって開発されたもので、御岳発電所1・2号機が最初の採用事例となり、続いて新黒部川第三発電所（富山県）でも導入された。

## 周辺
国道19号から王滝川に沿って上流へと進むと、木曽ダム・常盤ダム・牧尾ダムを経て、王滝川ダムに至る。常盤ダム湖に架かる大島橋の付け根には、御岳発電所建設工事の犠牲となった中国人労働者の死を悼む慰霊碑がある。
御岳発電所を過ぎると牧尾ダムがあり、さらに上流へと進むと自然湖に至る。1984年（昭和59年）の長野県西部地震によって引き起こされた地すべりによって王滝川がせき止められたことで誕生した、いわゆる天然ダムと呼ばれるものである。湖面の立ち枯れの木々は、かつて当地が森の中であったことの名残である。この付近には王滝川をまたぐ水路橋がある。これも御岳発電所を構成する設備の一部で、支流の鯎川（うぐいがわ）で取り入れた水を御岳発電所に向けて送水するためのものである。自然湖を過ぎると間もなく王滝川ダムである。
王滝川ダムの上流には滝越集落がある。王滝川沿いの集落としては最も上流に位置し、「水交園」と呼ばれるレジャー施設がある。道はこの先、源流部の三浦ダムに向かって続いているが、一般自動車による通行は制限されている。

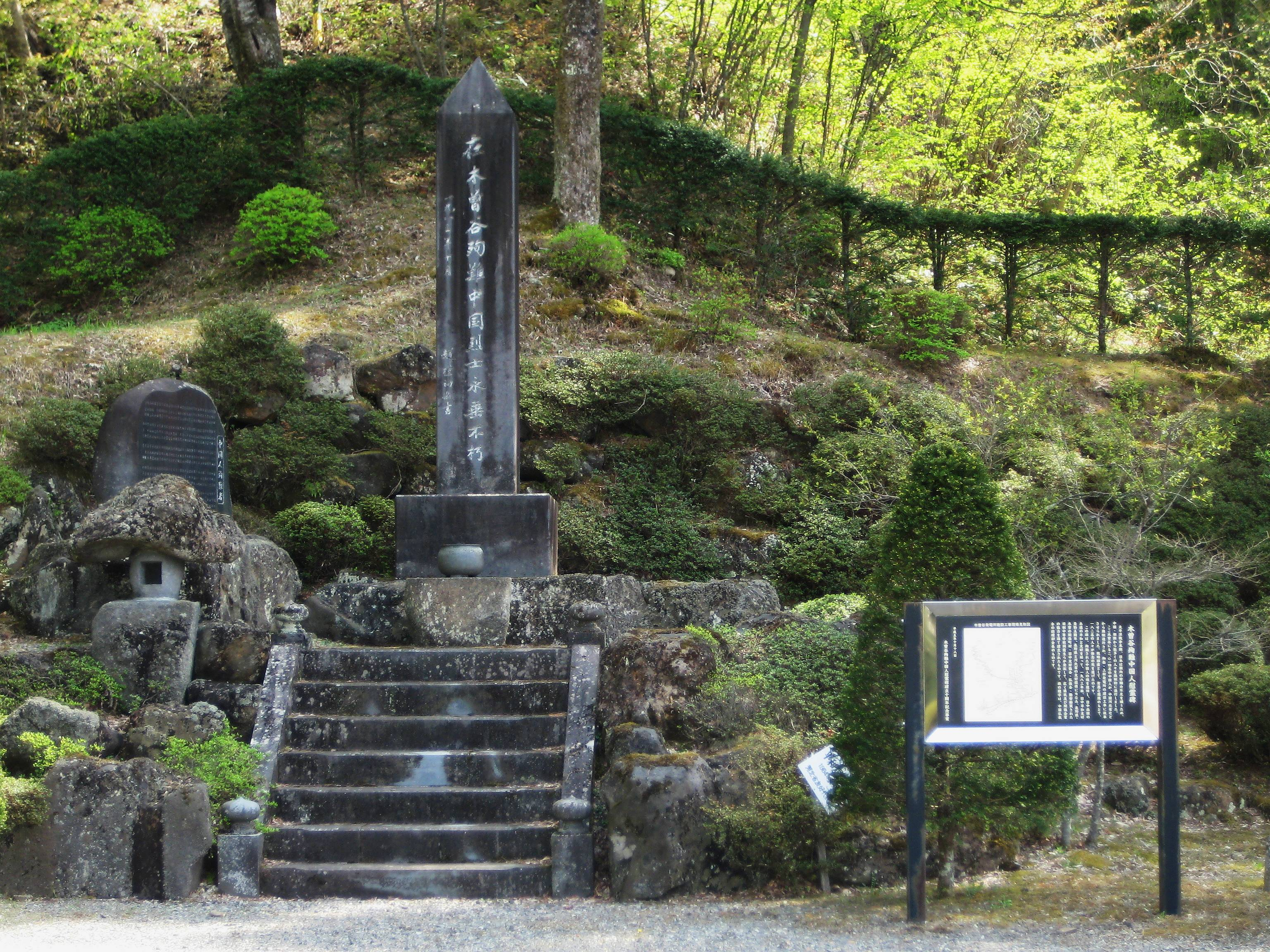
御岳発電所建設工事殉職者の慰霊碑
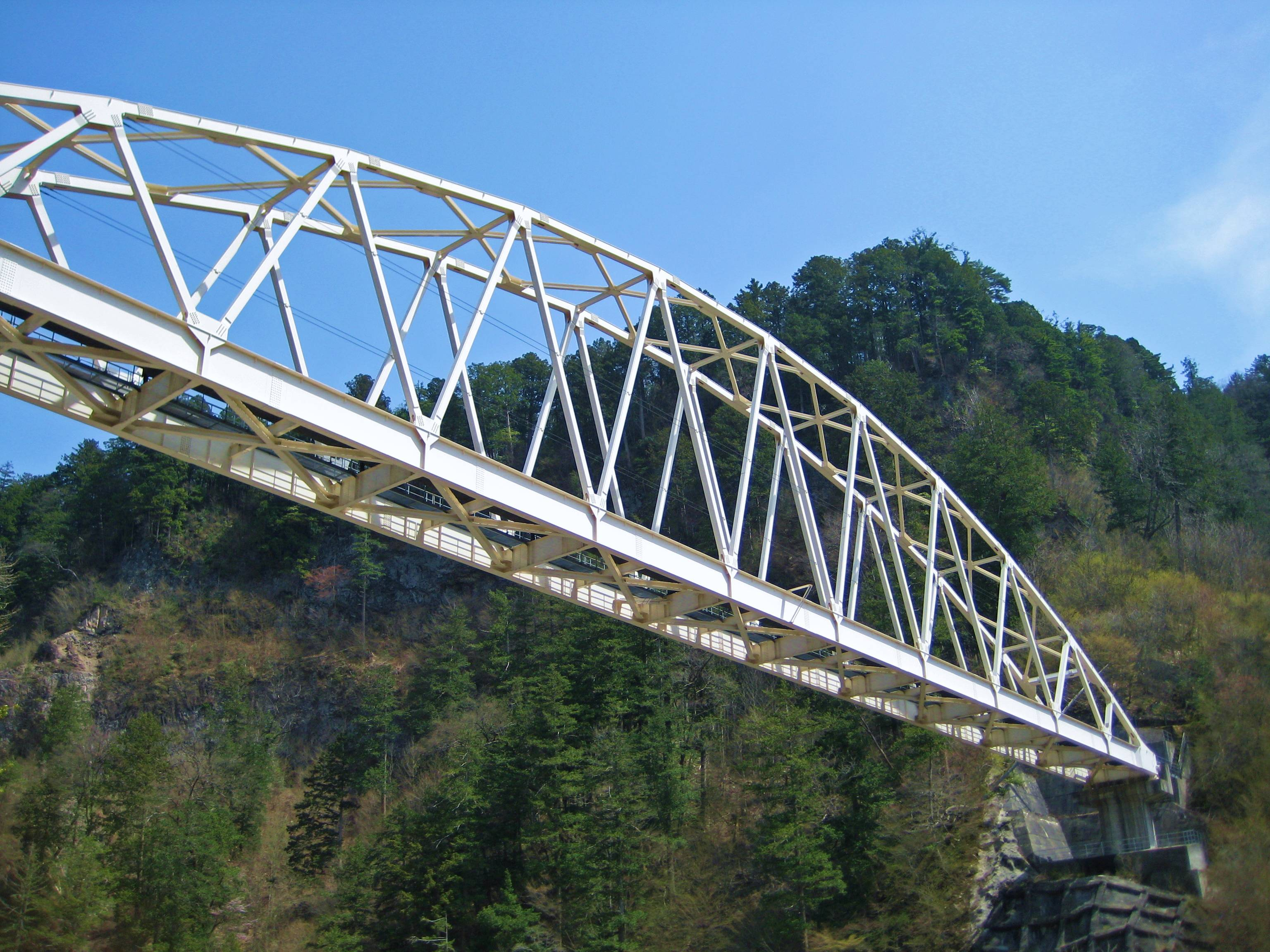
王滝川をまたぐ水路橋